# Аймагамбетов, Избаскан Нуритдинович
Избаскан Нуратдинович Аймагамбетов (5 января 1941 — 3 марта 2019, Актобе) — советский и казахский медик и политик, депутат Верховного Совета Казахстана XII созыва, заслуженный врач Республики Казахстан, главный врач ГКП «Больница скорой медицинской помощи» (1995—2007), почётный гражданин Актобе.

## Биография
Избаскан Аймагамбетов родился 5 января 1941 года в семье фронтовика. Отец был участником Великой Отечественной войны, трижды был ранен, лежал в госпиталях, именно по инициативе отца Избаскан стал медиком. В 1958 году после окончания школы он поступил на лечебный факультет Актюбинского медицинского института. Первый хирургический опыт получил в Мартуке, где проходил практику в местной районной больнице. Ему предлагали остаться в аспирантуре на кафедре акушерства, но он отказался. После института три года отработал по направлению в Гурьевской области. С 1968 года работал в системе здравоохранения Актюбинской области.
В 1990 году Аймагамбетов, обойдя четырёх конкурентов от 46-го Октябрьского избирательного округа, был избран депутатом Верховного Совета Казахской ССР. В 1991 году на выборах президента Аймагамбетов был доверенным лицом Нурсултана Назарбаева по Актюбинской области. Некоторое время Аймагамбетов был одним из заместителей главы областной администрации Шалбая Кулмаханова.
В 1993 году Аймагамбетов ушёл из политики и вернулся в медицину. Работал главным врачом кожно-венерологического диспансера и Актюбинской областной больницы. За время управления областной больницей Аймагамбетов реорганизовал учреждение. Некоторые отделения из областной больницы решили перевести за черту города. Выделили отделение инфекции, патологоанатомическое отделение. Из структурных подразделений областной больницы они реорганизовались в самостоятельные юридические лица и перешли на самоокупаемость.
Умер 3 марта 2019 года.